# Makapta argentescens
Makapta argentescens là một loài bướm đêm trong họ Noctuidae.